# Lippia umbellata
Lippia umbellata là một loài thực vật có hoa trong họ Cỏ roi ngựa. Loài này được Cav. mô tả khoa học đầu tiên năm 1793.